# شامو فوتی
شامو فوتی (به انگلیسی: Samu Fóti) ژیمناست اهل مجارستان بود.